# Farewell to America Waltz
Farewell to America Waltz är en vals utan opustal av Johann Strauss den yngre. Ort och datum för första framförandet är okänt.

## Historia
Med ett gage på 100 000 dollar lockades Johann Strauss att göra den långa resan till USA. Tillsammans med sin hustru Jetty anlände han till Hoboken utanför New York den 15 juni 1872. I Boston hade det anordnats ett stort fredsjubileum och en internationell musikfestival. Evenemangen ägde rum i Back-Bay distriktet i en lokal kallad Coliseum, som vid den tiden var den största byggnaden i Amerika med över 50 000 sittplatser. Under sin tid i Boston dirigerade Strauss sexton konserter och två baler. Inte mindre än sju olika förlag gav ut verk som de påstod var skrivna av Strauss. Endast två av de totalt nio publicerade verken vet man framfördes av Strauss under sin Amerikaresa : Jubilee-Waltz och Manhattan-Waltzes. Angående de övriga verken är det en öppen fråga huruvida de skrevs av Strauss i USA, eller slutfördes av honom efter hemresan till Wien. En tredje möjlighet är att några av verken inte har något med Strauss att göra, utan att de sammanställdes av diverse förlag som var angelägna att göra pengar på Strauss besök.
Till skillnad från det liknande stycket Greeting to America Waltz är Farewell to America Waltz en pastisch med sammansatta melodier från tidigare publicerade Strausskompositioner. Det gemensamma är att båda verken citerar USA:s nationalsång The Star-Spangled Banner av John Stafford Smith; i Greeting to America Waltz förekommer den i inledningen medan i Farewell to America Waltz hörs den som ett pianissimo i slutet. Det tematiska materialet är hämtade från följande verk:
- Inledning — Inledningen till Carnevals-Botschafter op. 270
- Vals 1A — tema 1A från Wiener Punch-Lieder op. 131
- Vals 1B — tema 1B från Spiralen op. 209
- Vals 2A — tema 2B från Gedankenflug op. 215
- Vals 2B — tema 2B från Gedankenflug op. 215
- Vals 3A — tema 1A från Controversen op. 191
- Vals 3B — tema 4B från Controversen op. 191
- Vals 4A — tema 5A från Promotionen op. 221
- Vals 4B — tema 2B från Petitionen op. 153 (komponerad av Josef Strauss)
- Coda (slutet) — 15 takter från codan till Feuilleton op. 293

Förekomsten av ett valstema av Josef Strauss (Vals 4B) kan tyda på att Farewell to America Waltz var sammanställd, inte av Strauss själv, utan av en arrangör hos förläggaren Oliver Ditson. Antagandet förstärks av det faktum att många verk av familjen Strauss som publicerades utanför Wien endast tillskrivs "J.Strauss". En arrangör som var ovetande om familjeförhållandena kan ha antagit att 'J.Strauss' var den berömde Johann Strauss, snarare än han yngre broder Josef Strauss. Det är också värt att notera att ingen av valserna i Farewell to America Waltz lär ha spelats vid någon av Strauss konserter i Boston eller New York 1872, och de härstammar dessutom från perioden 1853 till 1864.
Det första klaverutdraget av valsen registrerades vid USA:s kongressbibliotek 1872 av förlaget "Oliver Ditson & Company". Då inget orkestermaterial verkar ha publicerats är inspelningen på skivmärket "Marco Polo" en rekonstruktion av den amerikanske dirigenten och kompositören Jerome D. Cohen. Versionen bygger på Ditsons klaverutdrag och på de individuella valsmelodiernas orkestersektioner. I denna form framfördes valsen första gången den 1 april 1989 av Plymouth Philharmonic Orchestra under ledning av Rudolph Schleger i Memorial Hall, Plymouth, Massachusetts.

### Strauss "amerikanska" valser
- Walzer-Bouquet No 1 (Fram till slutet identisk med Manhattan-Waltzes)
- Jubilee-Waltz
- Strauss' Autograph Waltzes *
- Strauss' Engagement Waltzes *
- Strauss' Centennial Waltzes *
- Strauss' Enchantement Waltz *
- Colliseum Waltzes *
- Farewell to America Waltz *
- Greeting to America Waltz*
- New York Herald Waltz
- Sounds from Boston Waltzes*
- Manhattan-Waltzes (Fram till slutet identisk med Walzer-Bouquet No 1)
- *= Upphovsmannaskap av Strauss är tveksamt.

## Om verket
Speltiden är ca 7 minuter och 54 sekunder plus minus några sekunder beroende på dirigentens musikaliska tolkning.